# Río Cecina
El Cecina (en latín, Caecina) es un río de 74 km de largo en la Toscana centro-meridional, Italia central. 

## Descripción de su curso

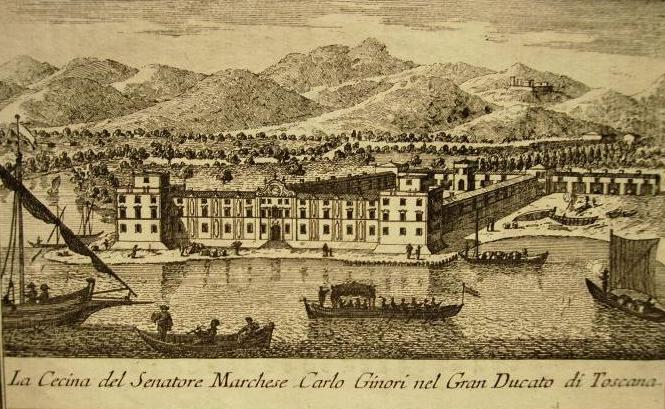
La desembocadura del río Cecina y Villa Ginori en una estampa del año 1751.

Se forma por la unión de dos cursos de agua que tienen su origen en las Colinas Metalíferas, un ramal secundario que surge en el extremo suroriental de la provincia de Pisa cerca de Castelnuovo di Val di Cecina y un ramal principal que nace en la provincia de Grosseto del borde oriental del Poggio di Montieri. Discurre de sur a norte y entra en la provincia de Siena separando los términos municipales de Chiusdino y de Radicondoli. Cambia después el curso hacia el noroeste, entra en la provincia de Pisa y se une al ramal secundario. Una vez que están unidos los dos ramales de origen, el río Cecina empieza a fluir hacia el oeste, recorriendo los términos de Pomarance, Volterra, Montecatini Val di Cecina, Guardistallo y Riparbella, atravesando en el tramo de llanura de estos dos últimos municipios la Maremma pisana.
Termina su recorrido en la de Livorno. En el último tramo, el curso del río entra en la Maremma livornese atravesando por completo de noreste a suroeste el término municipal de Cecina; desemboca en forma de estuario en el Mar de Liguria cerca de Marina di Cecina, en la localidad de Bocca di Cecina, sitio actualmente utilizado como puerto para embarcaciones turísticas y de deporte.
Recoge las aguas de los riachuelos Sterza, Tossa y Pavona.

## Historia
En este río, que atravesaba a caballo y con la armadura completa, 
se ahogó, el 11 de abril de 1500 cerca de Volterra, el ilustre poeta latino del 
Renacimiento Miguel Tarchaniota Marulo.

## Lugar de interés comunitario
El tramo del curso del río que atraviesa la provincia de Pisa entre las localidades de Berignone y Ponteginori está clasificado como Lugar de Importancia Comunitaria (LIC) por el Ministerio de Medio Ambiente.